# Mala (album)
Mala è l'ottavo album in studio del musicista statunitense Devendra Banhart, pubblicato nel marzo 2013. 

## Tracce
1. Golden Girls – 1:35
2. Daniel – 3:05
3. Für Hildegard von Bingen – 2:36
4. Never Seen Such Good Things – 3:13
5. Mi Negrita – 3:24
6. Your Fine Petting Duck – 5:46
7. The Ballad of Keenan Milton – 2:16
8. A Gain – 1:35
9. Won't You Come Over – 3:37
10. Cristobal Risquez – 2:28
11. Hatchet Wound – 3:10
12. Mala – 1:08
13. Won't You Come Home – 3:31
14. Taurobolium – 3:16